# دان كورسن
دان كورسن (بالإنجليزية: Dan Corson)‏ هو فنان أمريكي، ولد في 1964.